# Synagoge (Ruschany)

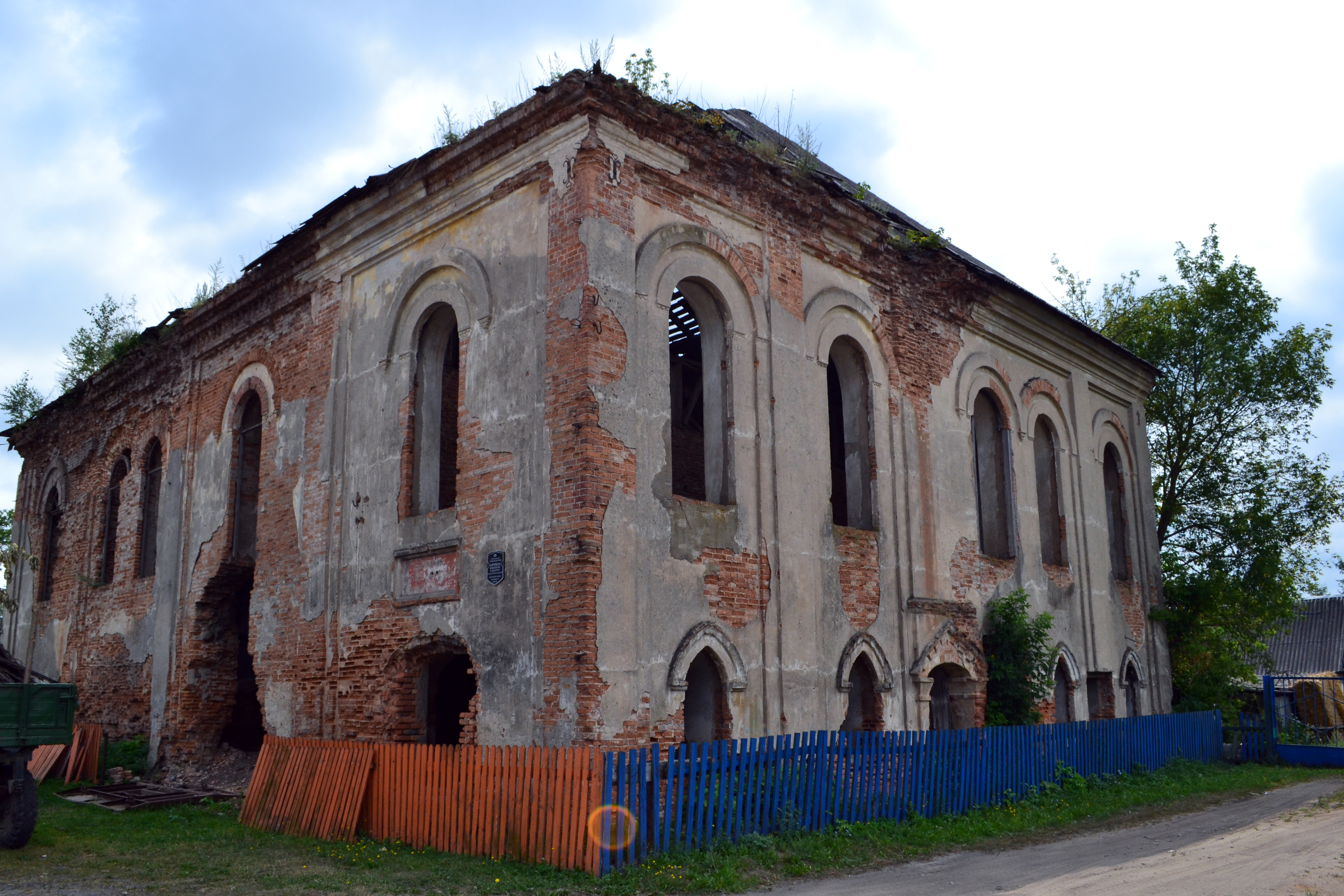
Synagoge in Ruschany (2012)

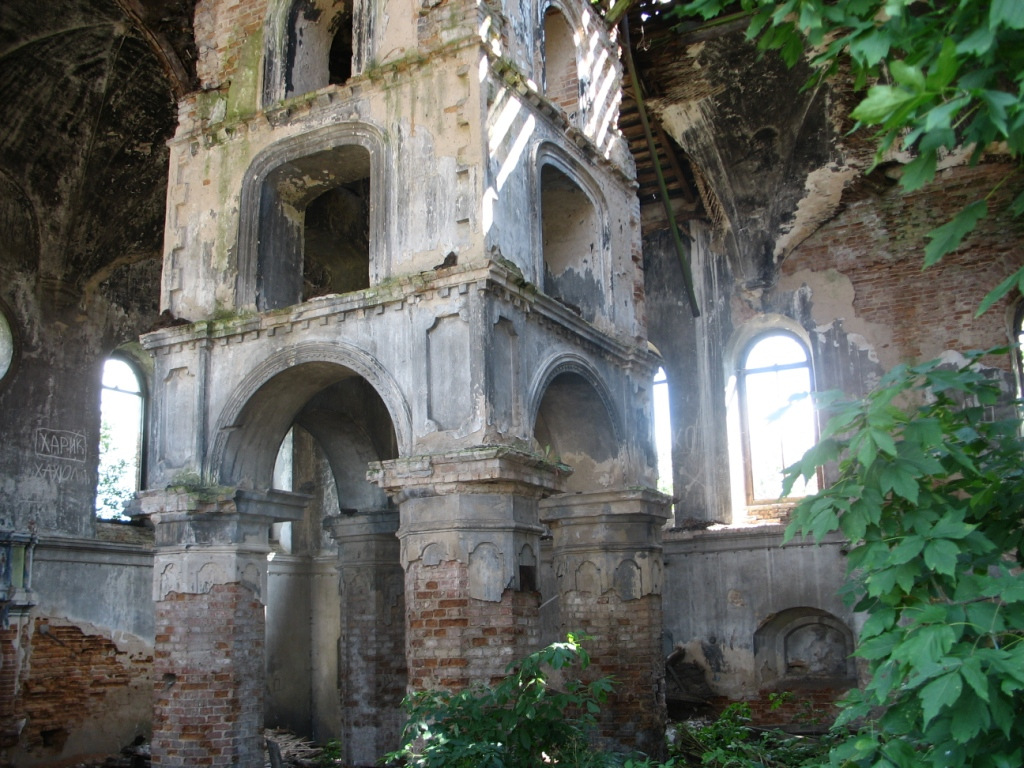
Bima

Die Synagoge in Ruschany (belarussisch Ружаны), einem belarussischen Ort im Rajon Pruschany der Breszkaja Woblasz, wurde vermutlich Mitte des 18. Jahrhunderts erbaut. Die Synagoge wurde während des Zweiten Weltkriegs beschädigt und danach als Warenhalle zweckentfremdet. Heute steht das Gebäude leer und verfällt.

## Architektur
Die rechteckige Synagoge misst außen 18,5 × 25,5 m und ist 8 m hoch. Den Hauptraum, der als Gebetsraum der Männer diente, betrat man von Westen durch eine Vorhalle, über der sich die Gebetsräume der Frauen befanden.
Die Haupthalle ist nahezu quadratisch; in ihrer Mitte befindet sich die Bima; diese ist eine sogenannte Stützbima aus drei Ebenen. Allerdings stützt sie kein echtes Gewölbe ab, da es sich bei der Decke nur um ein verputztes Pseudogewölbe handelte.
Das Gebäude hat große Rundbogenfenster, darüber hinaus gibt es an der Ostwand oberhalb des Toraschreins ein Okulus. Von diesem selbst sind nur Nischen in der Wand erhalten. Dieser war von recht einfacher Gestalt und von den Gesetzestafeln gekrönt.